# Turó de l'Isidre
El Turó de l'Isidre és una muntanya de 686 metres que es troba al municipi de Ciutadilla, a la comarca catalana de l'Urgell. Se situa al nord de Rocallaura i a l'oest de Vallbona de les Monges.